# Ригонце
Ригонце (словен. Rigonce) — поселення в общині Брежиці, Споднєпосавський регіон, Словенія. Висота над рівнем моря: 140,4 м.